# Georgeta Crăciun
Georgeta Crăciun (19 de marzo de 1983) es una deportista rumana que compitió en remo. Ganó dos medallas de plata en el Campeonato Mundial de Remo, en los años 2003 y 2005, ambas en la prueba de ocho con timonel.

## Palmarés internacional
| Campeonato Mundial | Campeonato Mundial | Campeonato Mundial | Campeonato Mundial |
| Año                | Lugar              | Medalla            | Prueba             |
| ------------------ | ------------------ | ------------------ | ------------------ |
| 2003               | Milán (Italia)     | Medalla de plata   | Ocho con timonel   |
| 2005               | Kaizu (Japón)      | Medalla de plata   | Ocho con timonel   |